# Еврейский квартал (Иерусалим)
Еврейский квартал (ивр. הרובע היהודי‎, ХаРова ХаЙехуди, в обиходе называемый жителями ХаРова, араб. حارة اليهود‎, Харат аль-Яхуд) — один из четырёх традиционных кварталов Старого города Иерусалима. Район площадью 116 000 квадратных метров располагается в юго-восточном секторе Старого города. Он начинается от Сионских ворот на юге, граничит с Армянским кварталом на западе, идёт вдоль Кардо до улицы Шильшелет (Цепи) на севере и доходит до Западной стены и Храмовой горы на востоке. Непосредственно в квартал ведут Навозные (Мусорные) ворота.

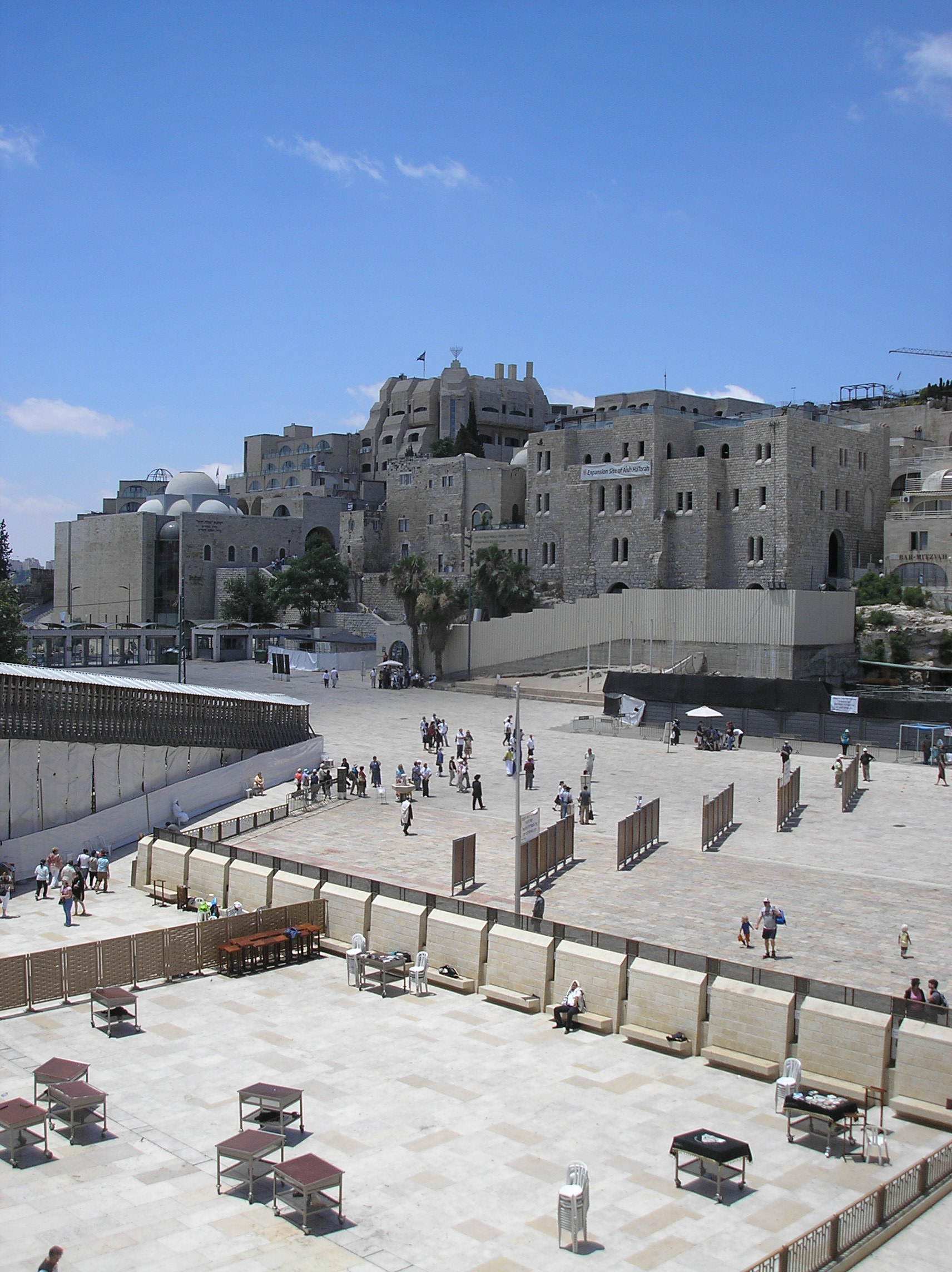
Площадь Западной стены

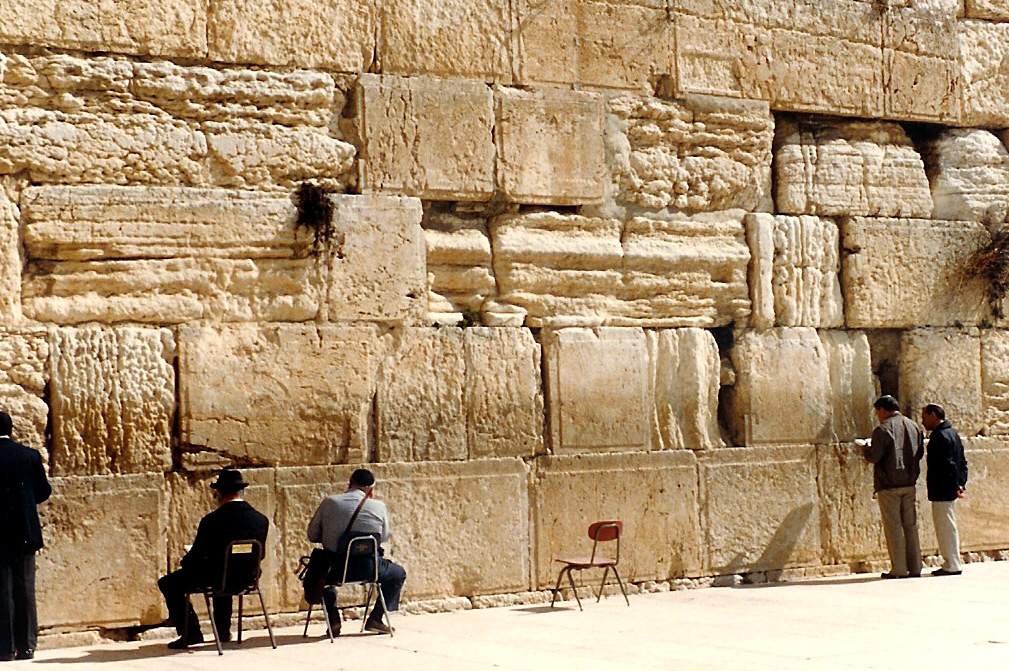
Западная стена

Квартал имеет богатую историю, будучи почти непрерывно населён евреями начиная с восьмого века до н. э.. В начале XX века численность еврейского населения квартала достигала 19 000 человек.
Во время битвы за Иерусалим в 1948 г. квартал был полностью окружён арабскими силами, древние синагоги были разрушены. Еврейский квартал оставался под контролем Иордании вплоть до Шестидневной войны 1967 г., в ходе которой он был отвоёван израильскими десантниками. Часть Еврейского квартала, разрушенная до 1967 г., была с того времени восстановлена и заселена.
В Еврейском квартале расположились бесчисленные иешивы и синагоги, самая известная — синагога «Хурва», многократно разрушавшаяся и вновь освящённая в 2010 г. Предыдущим Главным раввином был рабби Авигдор Небензаль, а нынешним является его сын рабби Хизкиягу Небензаль — преподаватель Ешиват Нетив Арье, расположенной прямо напротив Котеля.
Квартал включает в себя «улицу Караимов» (ивр. רחוב הקראים‎, Рехов ха-Караим), на которой расположена старая кенасса Анана бен Давида.

## История

### Античность

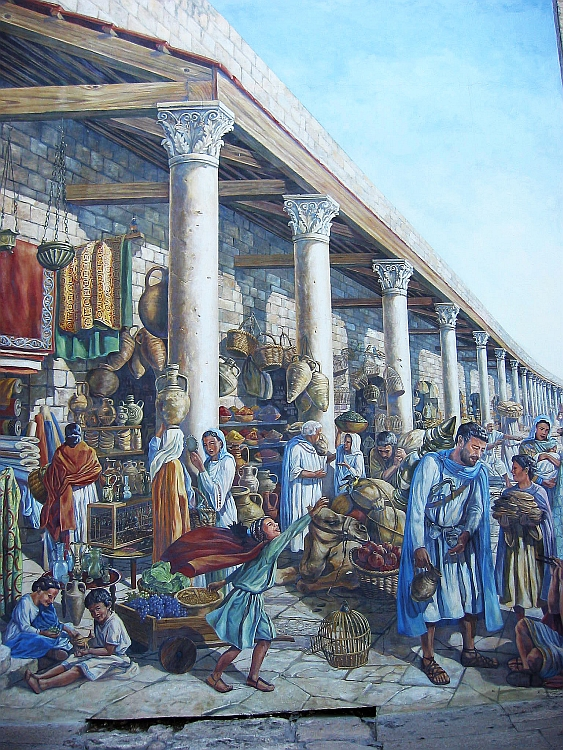
Фреска римской Кардо, Еврейский квартал

В 135 г. н. э., когда римский император Адриан построил город Элия Капитолина на руинах древнего Иерусалима, Десятый легион обустроил свой лагерь на территории, которая сейчас является Еврейским кварталом. Поверх еврейских руин были построены новые сооружения, такие как римская баня.

### Османская эпоха
Изначально Еврейский квартал был расположен возле Марокканских ворот и Ворот Копония в юго-западной части Западной стены.
Население квартала не было полностью еврейским — такое правило не было ни желательным для еврейских жителей, ни установленным османскими правителями. На протяжении османской эпохи большинство домов в квартале арендовались у мусульманских домовладельцев. Это одна из причин роста строительства к западу от города в течение последних лет Османской империи: земля вне городских стен находилась в безусловной собственности владельца (малк), и её было проще приобрести.
Хотя большинство жителей Иерусалима в XIX веке предпочитали проживать вблизи членов своего собственного сообщества, в числе населения Еврейского квартала были мусульмане, а Мусульманского квартала — евреи. К концу века многие евреи переселились в Мусульманский квартал из-за чрезвычайной перенаселённости Еврейского квартала.
В 1857 г. обществом Батей Махсе — организацией датских и немецких евреев — был построен одноимённый жилой комплекс.

### Иорданский период

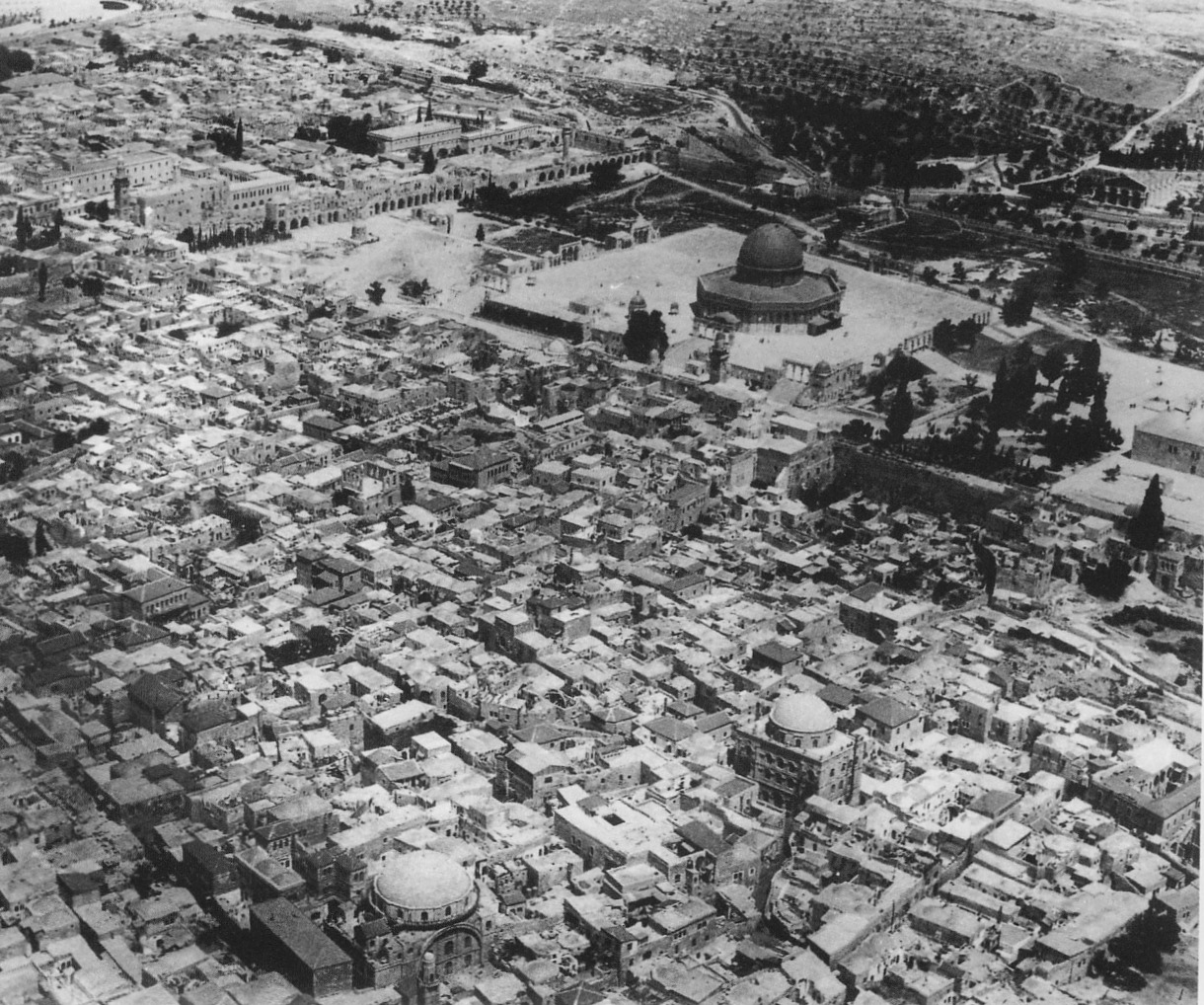
Еврейский квартал в начале XX века. Два больших купола на переднем плане — синагога «Хурва» и синагога Тиферет Исраэль, разрушенные в 1948 г.

В 1948 г., во время Арабо-израильской войны, население еврейского квартала, состоявшее из примерно 2 000 евреев, было осаждено и принуждено в массовом порядке покинуть квартал. Полковник Абдулла эль-Телль, местный командир иорданского Арабского легиона, с которым Мордехай Вайнгартен вёл переговоры об условиях сдачи, описал разрушение Еврейского квартала в своих мемуарах (Каир, 1959 г.):
«... Механизмы планомерного разрушения были приведены в движение ... Я знал, что Еврейский квартал был густо населён евреями, которые существенно вмешивались в действия своих бойцов и причиняли им трудности ... Поэтому я приступил к обстрелу квартала из миномётов, причиняя беспокойство и разрушения ... Уже через четыре дня после нашего входа в Иерусалим Еврейский квартал стал их кладбищем. Над ним царили смерть и разрушение ... Когда забрезжил рассвет пятницы, 28 мая 1948 года, Еврейский квартал проступил, содрогаясь, в чёрном облаке – облаке смерти и агонии».
Цитата из Абдуллы аль-Таля, приведённая Йосефом Текоа (Постоянным представителем Израиля в ООН).

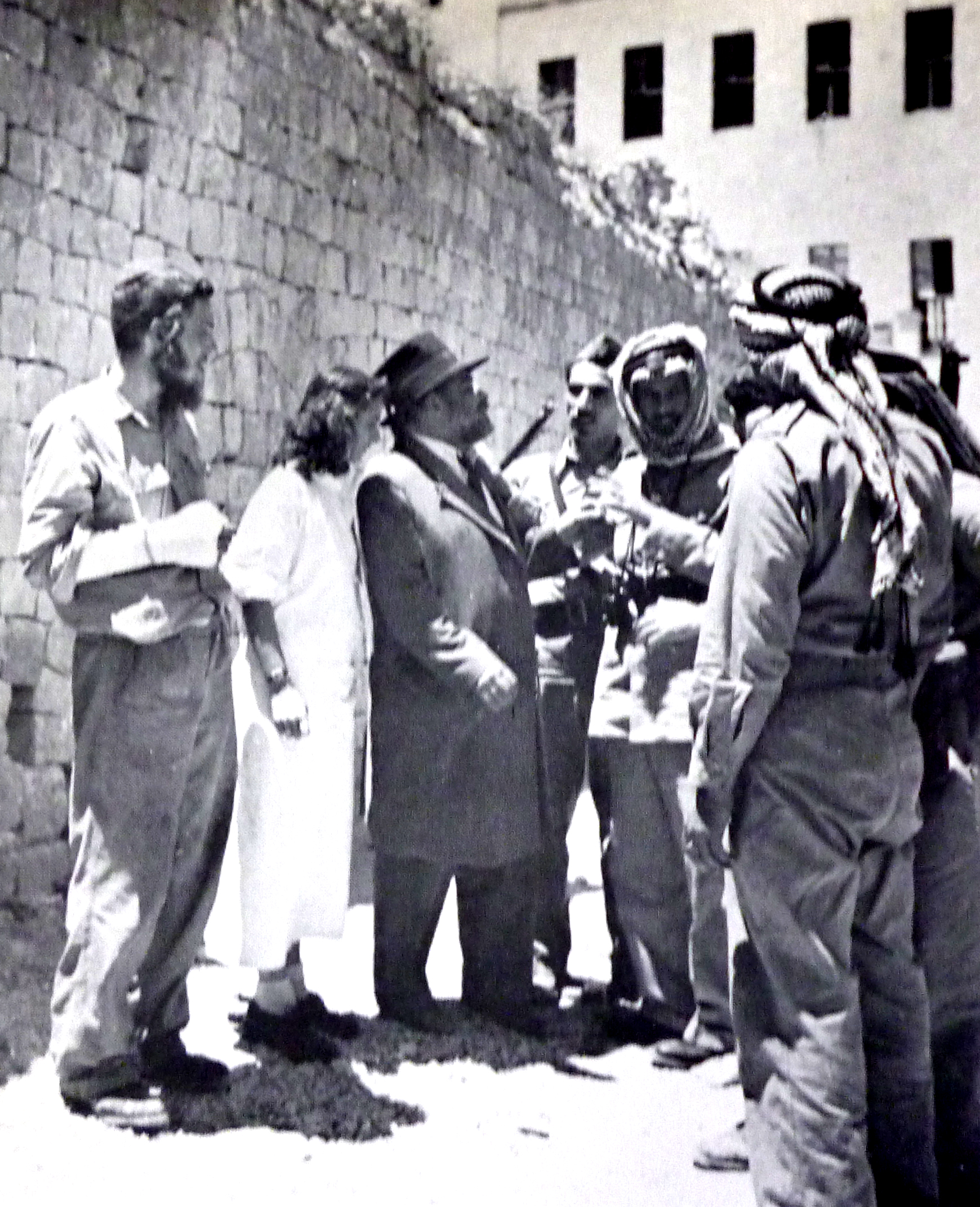
Вейнегартен во время переговоров о сдаче с солдатами Арабского легиона

Сообщается, что иорданский командир доложил своему руководству: «Впервые за 1000 лет в Еврейском квартале не осталось ни одного еврея. Ни одно здание не осталось неповреждённым. Это делает возвращение сюда евреев невозможным». Синагога «Хурва», построенная в 1701 г., была взорвана иорданским Арабским легионом. В течение девятнадцати лет иорданского правления была снесена треть зданий Еврейского квартала. Согласно жалобе, поданной Израилем в ООН, в Старом городе были разрушены тридцать четыре из тридцати пяти еврейских молельных домов. Синагоги были сровнены с землей или разграблены и опустошены, а их помещения использовались в качестве курятников или конюшен.
По завершении войны 1948 года Красный крест разместил палестинских беженцев в обезлюдевшем и частично разрушенном Еврейском квартале. Так возник лагерь беженцев Муаска под управлением БАПОР, в котором были размещены беженцы из 48 пунктов, ныне на территории Израиля. Со временем в лагере поселились также многие бедные не из числа беженцев. Условия стали небезопасными для проживания, по причине низкого уровня коммунального обслуживания и санитарии. Иордания планировала превращение квартала в парк, однако ни БАПОР, ни иорданское правительство не желали негативной международной реакции, которая последовала бы в случае, если бы они разрушили старые еврейские дома. В 1964 г. было принято решение перевести беженцев в новый лагерь, сооружённый возле Шуафата. Большинство беженцев отказались переезжать, поскольку это означало бы для них потерю средств к существованию — рынка и туристов, — равно как и затруднение для них доступа к святым местам. В конце концов, многие из беженцев были переселены в Шуафат силой в течение 1965 и 1966 годов.

### Государство Израиль
Еврейский квартал оставался под иорданской оккупацией вплоть до Шестидневной войны в июне 1967 г., в результате которой Израиль восстановил над ним контроль. В течение первой недели после взятия Старого города квартал Муграби (Марокканский квартал) вместе с 25 своими жилищами был сровнен с землёй, дабы создать площадь у подножия Западной стены, чтобы обеспечить публичный доступ к ней. Жители квартала были насильно переселены.
В апреле 1968 г. правительство экспроприировало 129 дунамов земли, составлявших квартал до 1948 г.. В 1969 г. для восстановления разрушенного Еврейского квартала была основана Компания развития Еврейского квартала под покровительством Министерства строительства и жилья.
Согласно статье Томаса Эбауда в Jerusalem Quarterly (Хаулият аль-Кудс), численность арабского населения квартала достигала приблизительно 1000 человек, большинство из которых были беженцами, присвоившими еврейские дома, освободившиеся в 1949 г. Хотя вначале, в 1967 г., многие бежали из квартала, впоследствии они вернулись, после того как Леви Эшколь распорядился, чтобы арабских жителей не изгоняли с этой территории силой. Придя к власти в 1977 г., Менахем Бегин принял решение позволить остаться в еврейском квартале 25 арабским семьям — в качестве жеста доброй воли, — в то время как остальным семьям, не бежавшим во время Шестидневной войны, была предложена компенсация в обмен на их переселение; однако большинство отказалось. В 1978 г. был создан юридический прецедент, когда Верховный суд принял по делу Мохаммеда Буркана решение, в котором постановил, что, хотя Буркан является собственником своего дома, он не может вернуться в него, поскольку территория имеет «особое историческое значение» для еврейского народа.
Квартал был восстановлен в соответствии с традиционными стандартами плотной урбанистической текстуры Старого города. Жители квартала имеют долгосрочные договоры аренды от Земельной администрации Израиля. На 2004 год население квартала составляло 2 348 человек; в нём расположились многие крупные учебные заведения.

## Археология
Перед восстановлением в квартале были проведены тщательные раскопки под надзором археолога Еврейского университета Нахмана Авигада. Археологические находки выставлены в ряде музеев и открытых парков, которые туристы могут посетить, спустившись на два или три этажа ниже нынешнего уровня города. В число находок входят вырезанное на оштукатуренной стене изображение храмовой меноры 2200-летней давности, и «Сгоревший дом» — остатки здания, разрушенного во время Великого еврейского восстания против римской власти. Раскопки также извлекли на свет роскошные дома, в которых жили представители высших классов иродианского периода, остатки византийской Церкви Неа (Новой), иерусалимской Кардо — дороги шириной 21 метр, в пятом веке соединявшей Храм Гроба Господня с Церковью Неа, — и остатки дважды упомянутой в Книге Неемии Широкой стены, которая была построена для защиты Иерусалима во времена правления царя Хизкиягу. Авигад раскопал также Башню Колен Израилевых — остатки укреплений Иерусалима Железного века, подтверждающие осаду Иерусалима вавилонянами в 586 г. до н. э..
В 2010 г. израильские археологи открыли бассейн, построенный римским Десятым легионом. Раскопки обнажили ведущие в бассейн ступени, белый мозаичный пол и сотни кровельных терракотовых черепиц с отпечатанным на них названием римского подразделения. Он мог быть частью более крупного комплекса, в котором когда-то мылись тысячи солдат, и даёт основания предполагать, что римский город был больше, чем считалось раньше. Во время иорданской оккупации на этом участке была построена швейная фабрика. В 2010 г. была также раскопана датируемая X веком арабская надпись, относящаяся к Аббасидскому халифату.

## Достопримечательности

Карта Еврейского квартала (2010)

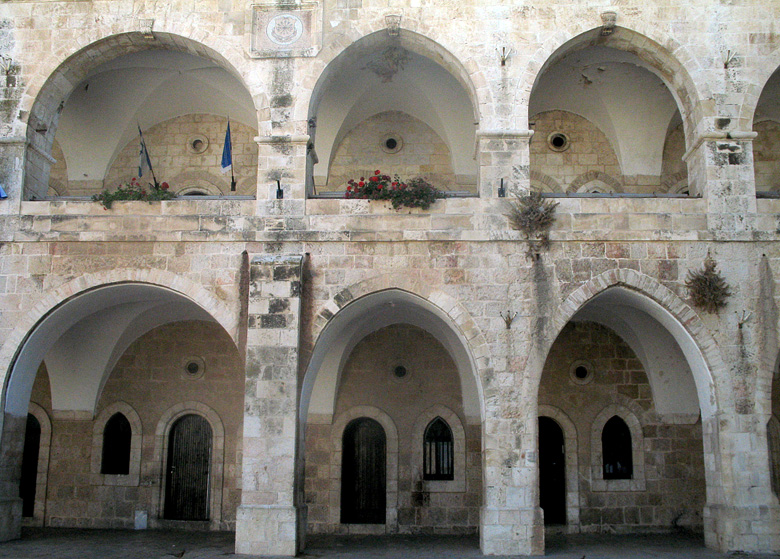
Комплекс Батеи Махсе, построенный в 1857 г.

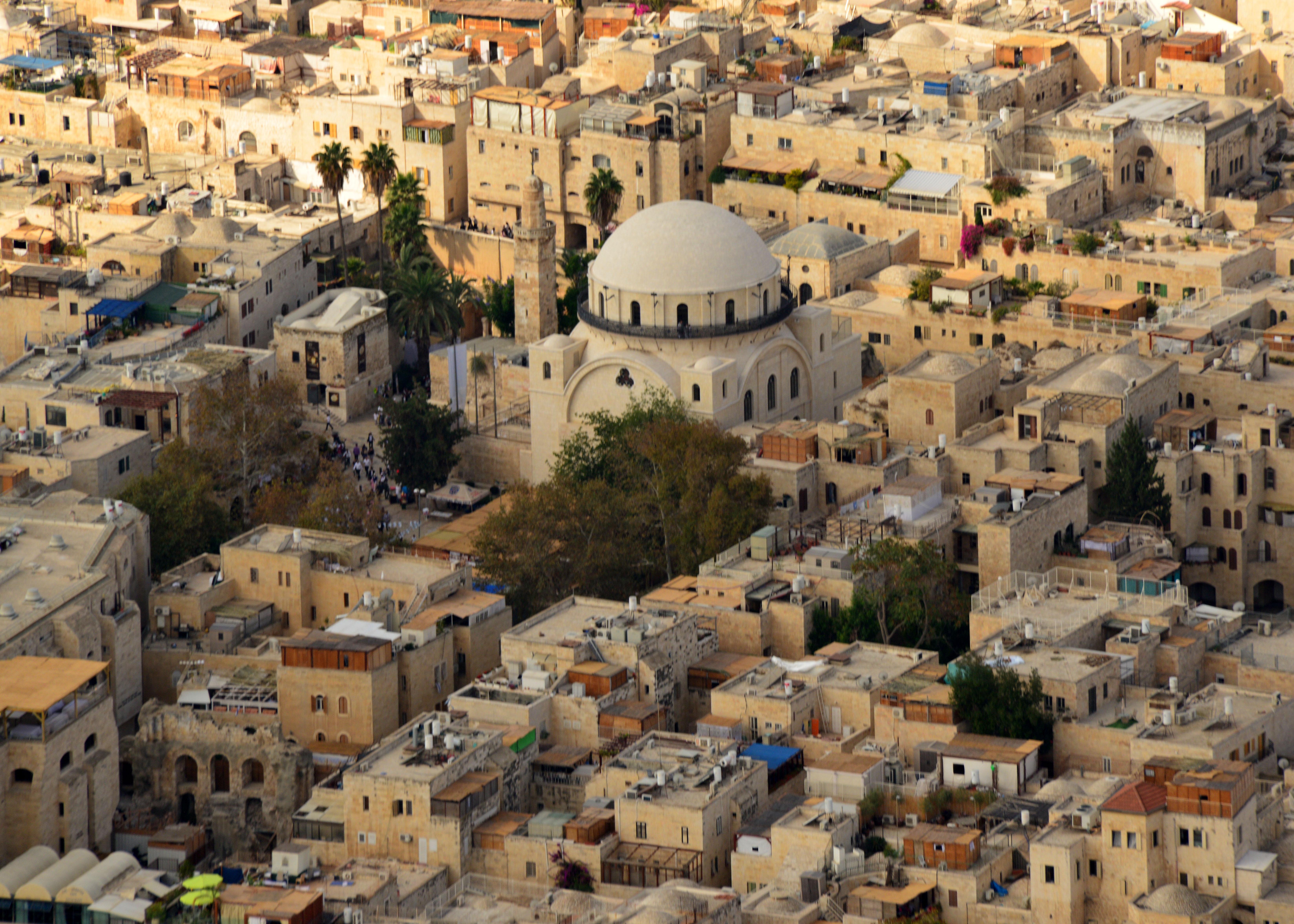
Синагога «Хурва» в Еврейском квартале.

### Синагоги
- Западная стена — самое святое место евреев рядом вдоль Храмовой горы
- Четыре сефардские синагоги
- Синагога Беит Эль
- Синагога Тиферет Исраэль
- Синагога «Хурва» — крупнейшая синагога Еврейского квартала
- Синагога Рамбана — старейшая из раввинических синагог в Еврейском квартале
- Караитская синагога — основана родоначальником караимизма Ананом Бен Давидом, старейшая синагога в Еврейском квартале
- Синагога АРИ
- Синагога Ор ха-Хаим

### Иешивы
- Эш ха-Тора
- Ешива Порат Йосеф[англ.]
- Ешиват Ха-Котель (Иешива Западной стены)

### Мечети
- Мечеть Сидна Омар (заброшена) [источник не указан 533 дня]

### Археологические объекты
- Южная стена
- Кардо — древний римский рынок
- Башня Колен Израилевых
- Церковь Неа
- Широкая стена
- Сгоревший дом

### Рынки
- Рынок Кардо
- Площадь Хурва

### Иное
- Институт Храма